# Exemplo
Um exemplo é o ato ou a ação de se pegar um fato já existente para explicar alguma situação. Exemplo pode ser também aquilo que pode ou deve ser imitado ou copiado; modelo.
Este vocábulo vem do latim exemplum, e foi datado no século XIV. 
O exemplo pode também ser usado num texto argumentativo para reforçar o argumento que utilizamos.